# Xeropspermum
Xeropspermum é um género botânico pertencente à família Sapindaceae.